# Pezicula carpinea
Pezicula carpinea är en svampart som först beskrevs av Christiaan Hendrik Persoon, och fick sitt nu gällande namn av Tul. ex Fuckel 1870. Pezicula carpinea ingår i släktet Pezicula och familjen Dermateaceae.  Arten är reproducerande i Sverige. Inga underarter finns listade i Catalogue of Life.